# Chevet
Chevet – civil parish w Anglii, w West Yorkshire, w dystrykcie metropolitalnym Wakefield. W 2001 civil parish liczyła 66 mieszkańców. Chevet jest wspomniana w Domesday Book (1086) jako Cevet.